# Punta Sal

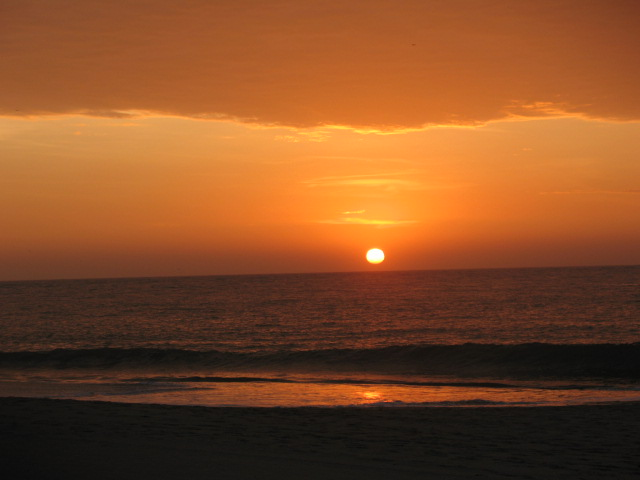
Atardecer en Punta Sal.

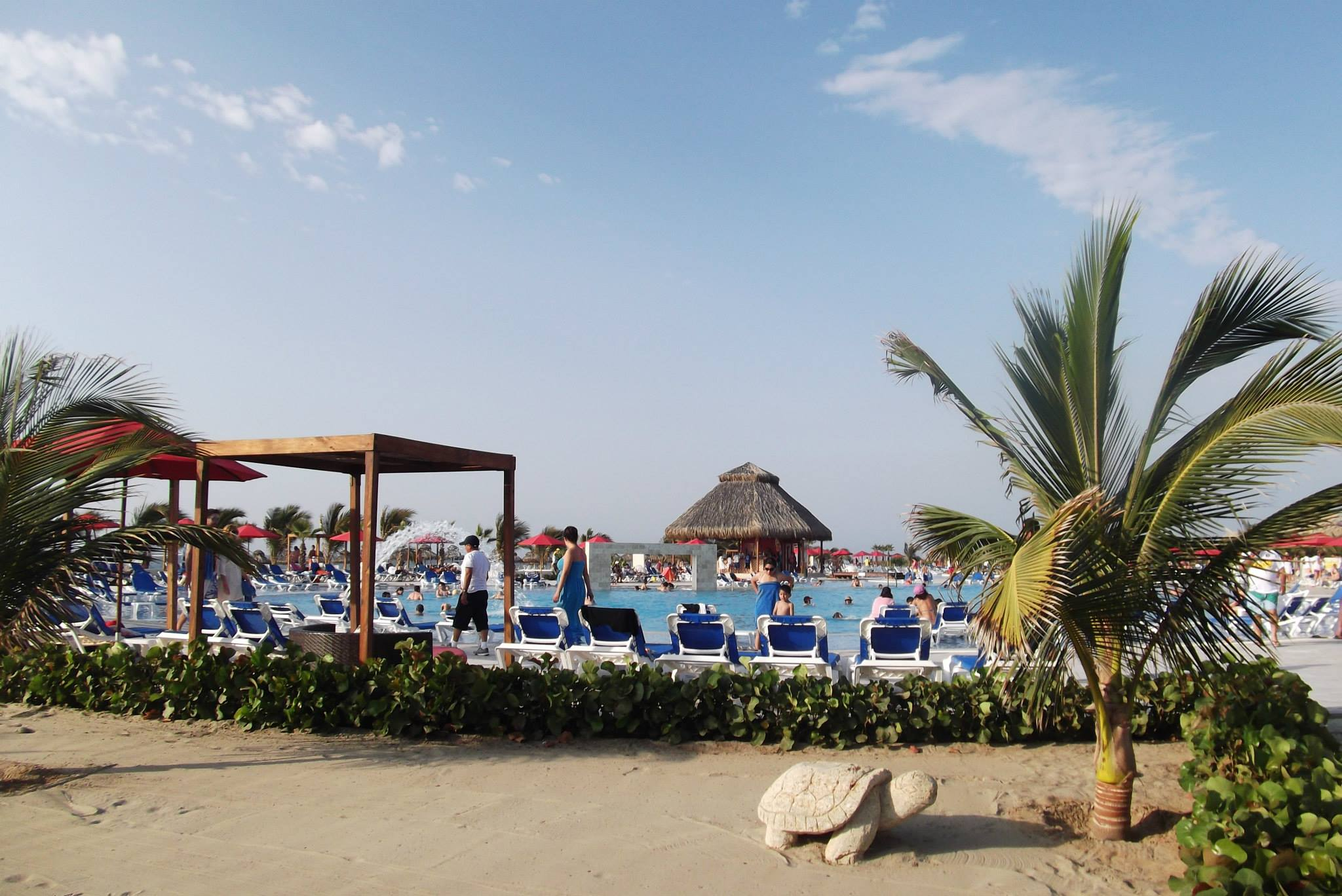

Punta Sal es un caserío y balneario peruano del distrito de Canoas de Punta Sal ubicado en la  provincia de Contralmirante Villar en el departamento de Tumbes. Se emplaza a aproximadamente 80 km. de la ciudad de Tumbes.

## Ubicación
Punta Sal se ubica al suroeste de la provincia de Contralmirante Villar, en el distrito de Canoas de Punta Sal, en el departamento de Tumbes.

## Demografía
En 2017 Punta Sal tenía una población de 210 habitantes.
| Gráfica de evolución demográfica de Punta Sal entre 1993 y 2017 |
|                                                                 |
| Fuentes: Población 1993 y 2017                                  |

## Descripción
Es un balneario pequeño con buena infraestructura hotelera. La superficie de su playa es muy irregular, llegando la marea alta hasta el borde de las casas ubicadas al sur del balneario. Durante la marea baja quedan expuestas playas de arena fina.
Debido a su ubicación, Punta Sal goza de sol brillante durante todo el año. Sus aguas son cálidas, sobrepasando generalmente los 24 °C. Está cerca del límite de distribución de la región del Pacífico Este Tropical que mantiene una gran diversidad de fauna tropical (Hooker, 2009). Es un balneario estéticamente agradable y atractivo. 
Debido a la gran diversidad biológica y las amenazas que afectan el área en la actualidad (2010) se viene elaborando una propuesta para la creación del área marina protegida "Arrecifes de Punta Sal", propuesta que está en revisión en el Servicio Nacional de Áreas Marinas Protegidas (SERNANP-MINAM).a

## Transporte
La localidad es accesible por carretera a través de la vía Panamericana Norte, con transporte regular de buses y vehículos de turismo. El acceso aéreo se da básicamente por cuatro aeropuertos el Aeropuerto Nacional de Tumbes, Aeropuerto Internacional de Piura, el Aeropuerto Internacional de Talara y el recientemente inaugurado Aeródromo Walter Braedt Segú.

## Clima
| Parámetros climáticos promedio de Punta Sal | Parámetros climáticos promedio de Punta Sal | Parámetros climáticos promedio de Punta Sal | Parámetros climáticos promedio de Punta Sal | Parámetros climáticos promedio de Punta Sal | Parámetros climáticos promedio de Punta Sal | Parámetros climáticos promedio de Punta Sal | Parámetros climáticos promedio de Punta Sal | Parámetros climáticos promedio de Punta Sal | Parámetros climáticos promedio de Punta Sal | Parámetros climáticos promedio de Punta Sal | Parámetros climáticos promedio de Punta Sal | Parámetros climáticos promedio de Punta Sal | Parámetros climáticos promedio de Punta Sal |
| Mes                                         | Ene.                                        | Feb.                                        | Mar.                                        | Abr.                                        | May.                                        | Jun.                                        | Jul.                                        | Ago.                                        | Sep.                                        | Oct.                                        | Nov.                                        | Dic.                                        | Anual                                       |
| ------------------------------------------- | ------------------------------------------- | ------------------------------------------- | ------------------------------------------- | ------------------------------------------- | ------------------------------------------- | ------------------------------------------- | ------------------------------------------- | ------------------------------------------- | ------------------------------------------- | ------------------------------------------- | ------------------------------------------- | ------------------------------------------- | ------------------------------------------- |
| Temp. media (°C)                            | 26                                          | 26.7                                        | 26.9                                        | 26.3                                        | 24.9                                        | 23.3                                        | 21.9                                        | 21.5                                        | 21.6                                        | 22                                          | 22.6                                        | 24.2                                        | 24                                          |
| Fuente: climate-data.org                    |                                             |                                             |                                             |                                             |                                             |                                             |                                             |                                             |                                             |                                             |                                             |                                             |                                             |